# Kelim

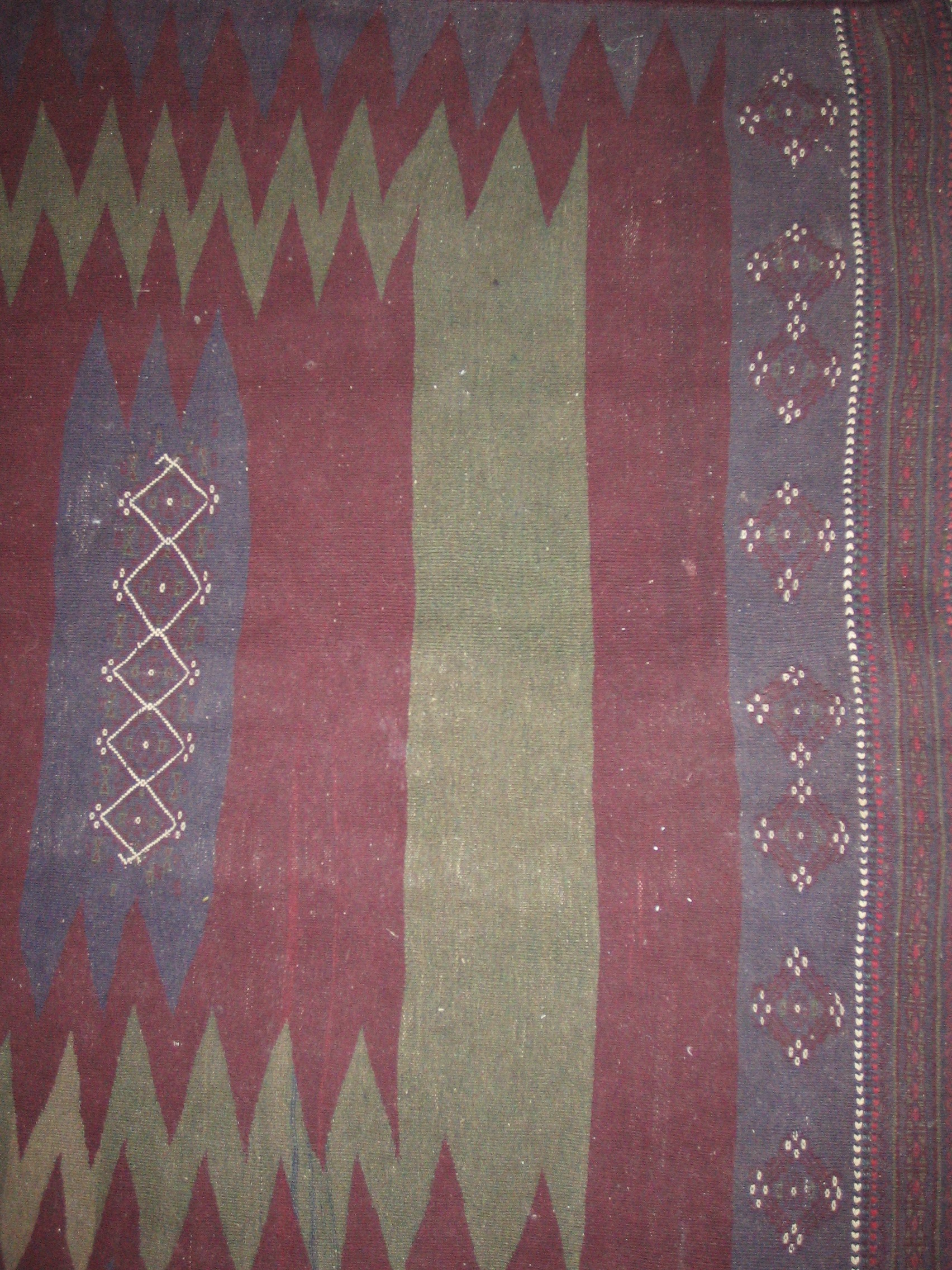
Kelimmatta

Kelim (av persiskans gīlim, "grovvävd filt") är en typ av orientalisk slätvävnad, men även benämning på vävtekniken som använts för att framställa dessa. Kelimer förekommer främst i Kaukasus, Taurusbergen i Turkiet och i södra och nordvästra Iran, men snarlika tekniker finns även i andra områden. Röllakanstekniken är en snarlik teknik.
Mönstret skapas av inslagstrådarna, som är lösare spunna än varpen och helt täcker den då de packas samman. Kelimtekniken innebär att inslaget inte går över hela mattans bredd utan vänder när man vill skifta färg. Vid färgskiftet bildas en slits i väven vilken för hållbarhetens skull inte bör vara för lång och därför ofta flyttas i sidled. Detta skapar kelimens karakteristiska trappliknande diagonala mönster.
Kelimtekniken förekommer i flera olika varianter. De flesta innebär att vävnaderna är liksidiga och att trådändarna döljs. Anatoliska kelimer har ofta lösa trådar på baksidan och vävs ofta på grund av de smala vävstolarna i två längder med mönsterpassning för att sedan kunna sys ihop.